# Jerzy Frołów
Jerzy Frołów (21 settembre 1951) è un ex cestista polacco.

## Carriera
Con la Polonia ha disputato i Campionati europei del 1971.

## Palmarès
- Campionato polacco: 2

Slask Wroclaw: 1969-70, 1976-77